# پتروو (تنسی)
پتروو(به انگلیسی: Petros) شهری در ایالت تنسی کشور ایالات متحده آمریکا است که جمعیت آن در سرشماری سال ۲۰۱۰ میلادی، ۵۸۳ نفر بوده‌است.